# Шапел ди Жене
Шапел ди Жене (фр. Chapelle-du-Genêt) насеље је и општина у западној Француској у региону Лоара, у департману Мен и Лоара која припада префектури Шоле.
По подацима из 2011. године у општини је живело 1186 становника, а густина насељености је износила 128,22 становника/km². Општина се простире на површини од 9,25 km². Налази се на средњој надморској висини од 111 метар (максималној 114 m, а минималној 42 m).

## Демографија
| 1962. | 1968. | 1975. | 1982. | 1990. | 2011. |
| ----- | ----- | ----- | ----- | ----- | ----- |
| 689   | 722   | 780   | 919   | 924   | 1.186 |